# Sąd apelacyjny

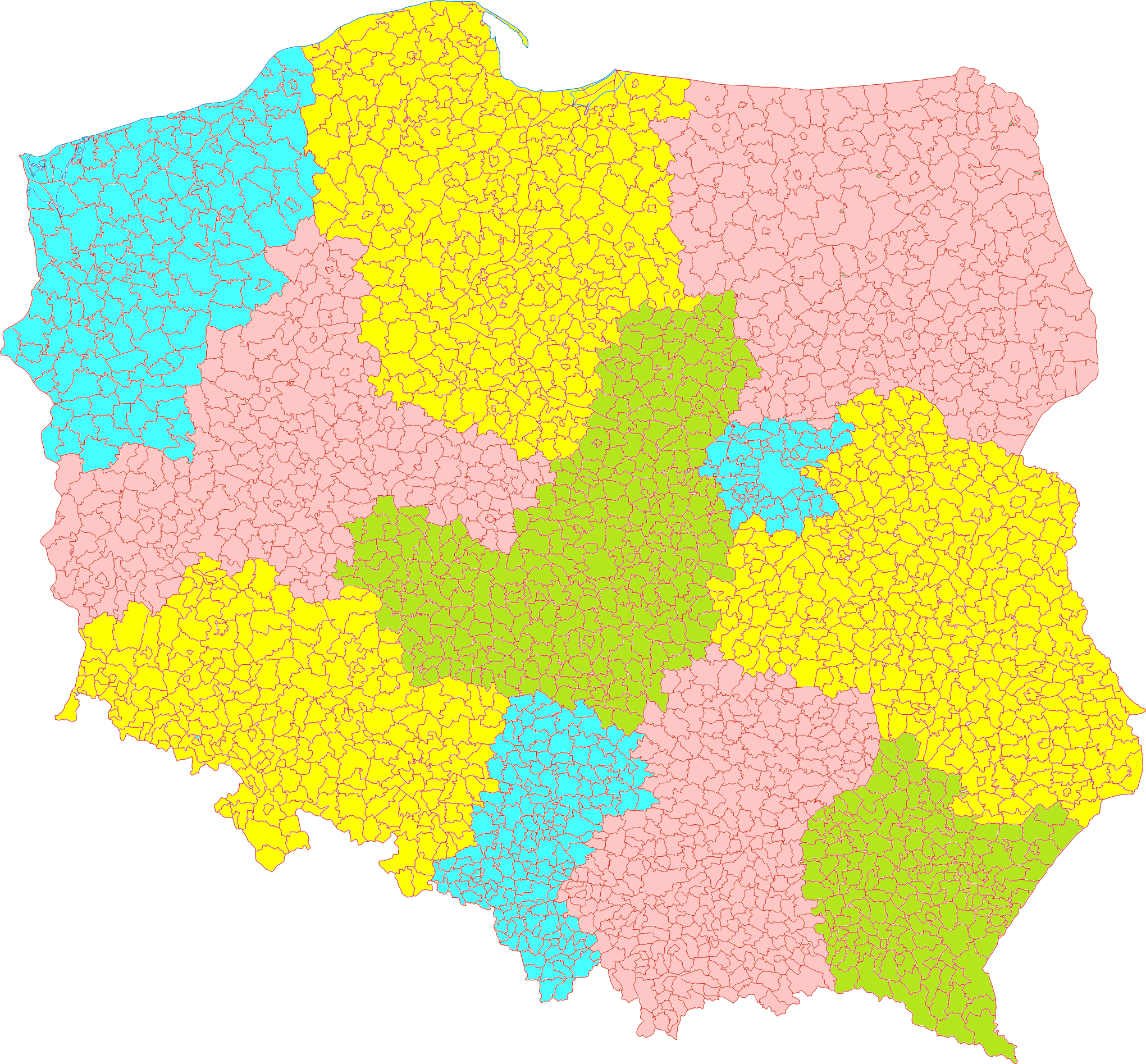
Zasięg właściwości sądów apelacyjnych

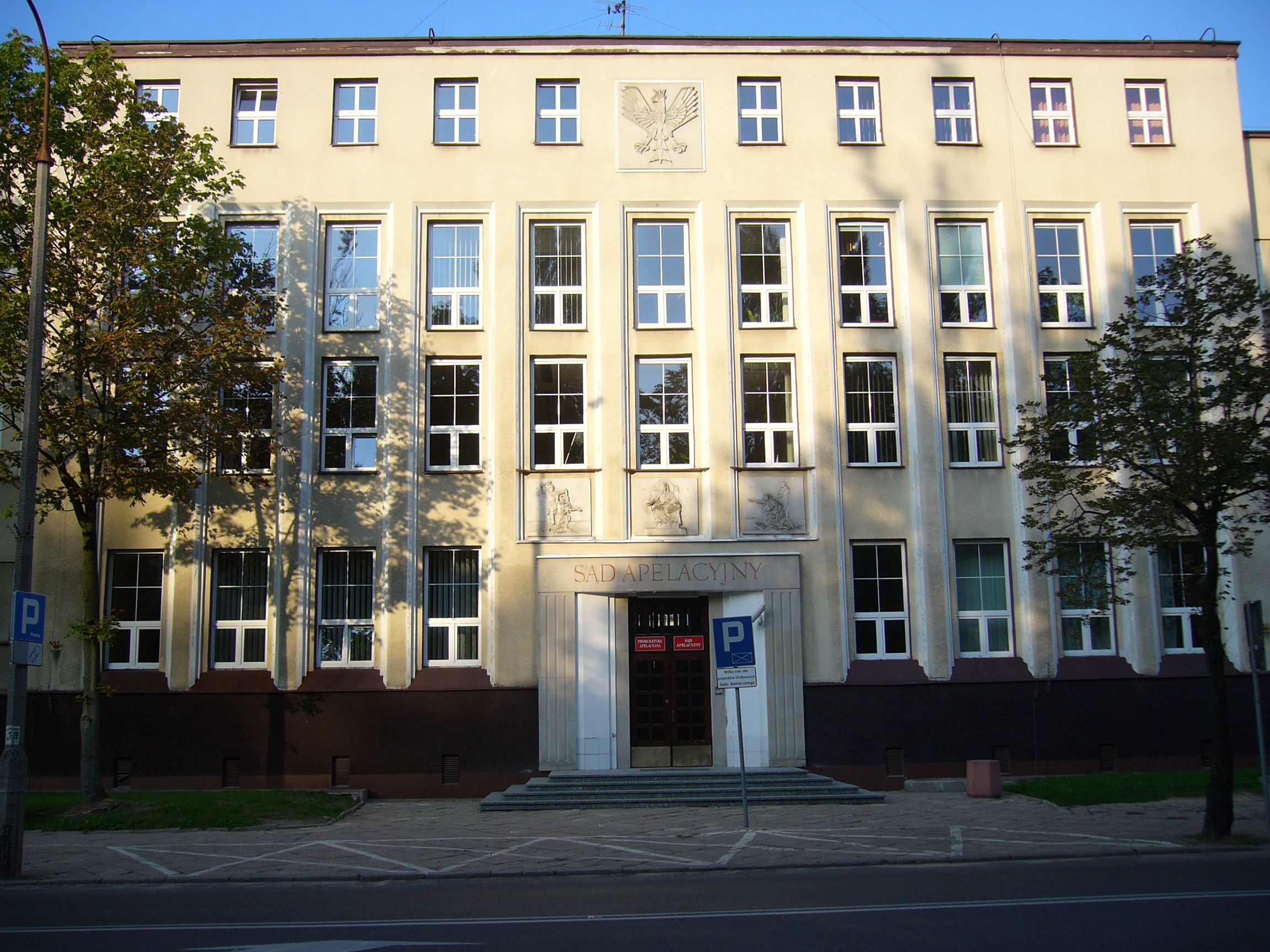
Budynek Sądu Apelacyjnego w Białymstoku

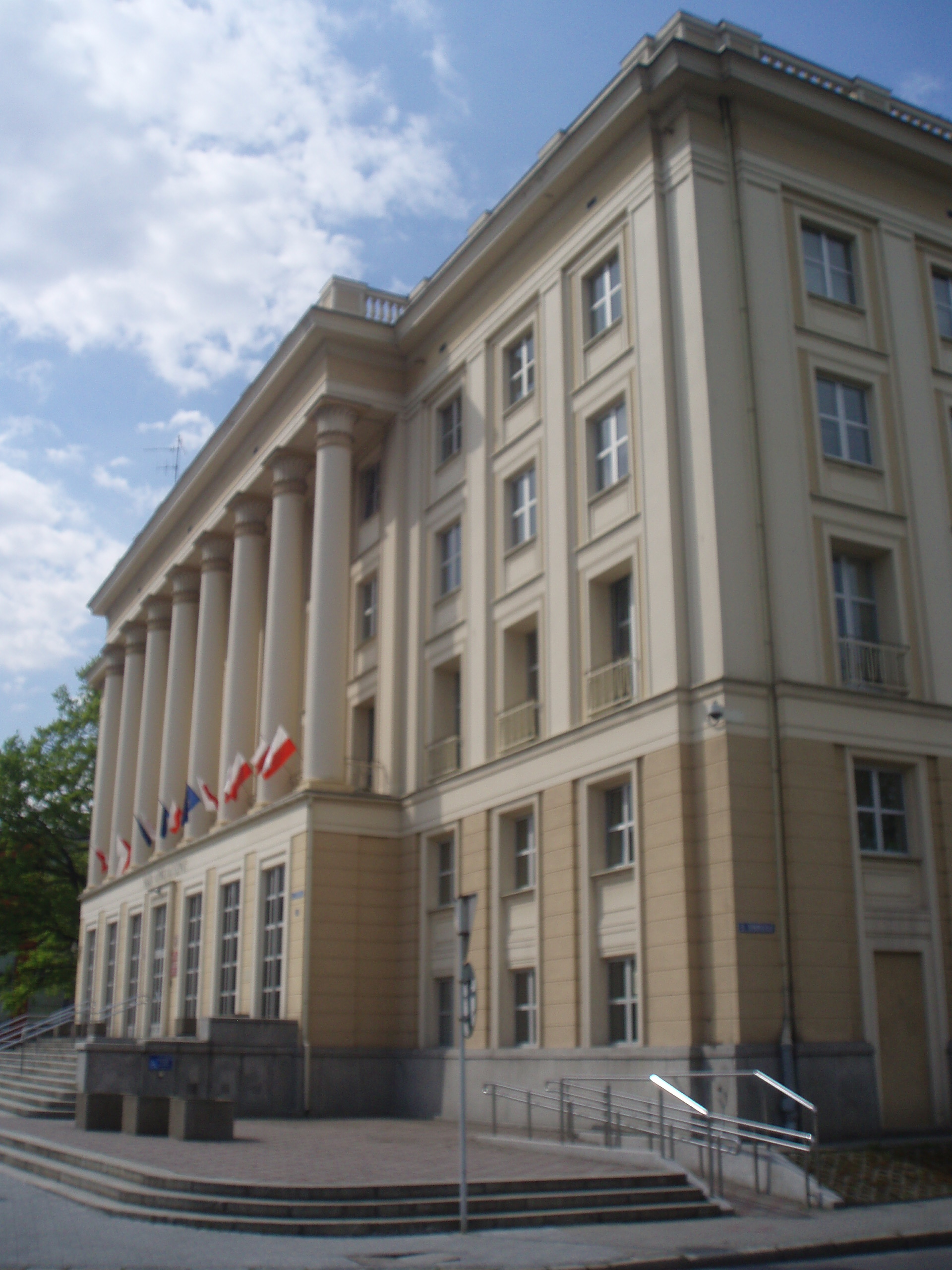
Budynek Sądu Apelacyjnego w Rzeszowie

Sąd apelacyjny (SA) – organ wymiaru sprawiedliwości powołany do rozstrzygania w II instancji spraw z zakresu:
- prawa cywilnego, gospodarczego oraz rodzinnego i opiekuńczego,
- prawa karnego,
- prawa pracy i ubezpieczeń społecznych z obszaru działania co najmniej dwóch podległych mu sądów okręgowych (obszar apelacji).

Sądy apelacyjne rozpoznają także kwestie szczególne przekazane im bezpośrednio przez ustawę. Są również sądami dyscyplinarnymi I instancji dla sędziów sądów powszechnych. Sądy Apelacyjne utworzone zostały w 1990 r. wraz z przywróceniem przedwojennej, trójstopniowej organizacji sądownictwa. Tak jak wszystkie inne sądy powszechne powołuje je i znosi minister sprawiedliwości po zasięgnięciu opinii Krajowej Rady Sądownictwa.

## Sądy apelacyjne
13 sierpnia 1990 minister sprawiedliwości Aleksander Bentkowski podpisał rozporządzenie, mocą którego powołano siedem sądów apelacyjnych: w Warszawie, Białymstoku, Gdańsku, Lublinie, Łodzi, Poznaniu i Rzeszowie. Natomiast sądy apelacyjne w Katowicach, Krakowie i Wrocławiu powołane zostały 3 września 1990. Wszystkie te sądy rozpoczęły swoją działalność 1 października 1990. Natomiast 1 stycznia 2005 powołano Sąd Apelacyjny w Szczecinie. 
- Sąd Apelacyjny w Białymstoku obejmujący obszar właściwości sądów okręgowych w Białymstoku, Łomży, Olsztynie, Ostrołęce i Suwałkach
- Sąd Apelacyjny w Gdańsku obejmujący obszar właściwości sądów okręgowych w Bydgoszczy, Elblągu, Gdańsku, Słupsku, Toruniu i Włocławku
- Sąd Apelacyjny w Lublinie obejmujący obszar właściwości sądów okręgowych w Lublinie, Radomiu, Siedlcach i Zamościu
- Sąd Apelacyjny w Łodzi obejmujący obszar właściwości sądów okręgowych w Kaliszu, Łodzi, Piotrkowie Trybunalskim, Płocku i Sieradzu
- Sąd Apelacyjny w Poznaniu obejmujący obszar właściwości sądów okręgowych w Koninie, Poznaniu i Zielonej Górze
- Sąd Apelacyjny w Katowicach obejmujący obszar właściwości sądów okręgowych w Bielsku-Białej, Częstochowie, Gliwicach, Katowicach, Rybniku i Sosnowcu
- Sąd Apelacyjny w Krakowie obejmujący obszar właściwości sądów okręgowych w Kielcach, Krakowie, Nowym Sączu i Tarnowie
- Sąd Apelacyjny w Szczecinie obejmujący obszar właściwości sądów okręgowych w Gorzowie Wielkopolskim, Koszalinie, Szczecinie
- Sąd Apelacyjny we Wrocławiu obejmujący obszar właściwości sądów okręgowych w Jeleniej Górze, Legnicy, Opolu, Świdnicy i Wrocławiu
- Sąd Apelacyjny w Rzeszowie obejmujący obszar właściwości sądów okręgowych w Krośnie, Przemyślu, Rzeszowie i Tarnobrzegu
- Sąd Apelacyjny w Warszawie obejmujący obszar właściwości sądów okręgowych w Warszawie i Warszawa-Praga w Warszawie

## Strony internetowe sądów apelacyjnych
- Sąd Apelacyjny w Krakowie
- Sąd Apelacyjny w Łodzi
- Sąd Apelacyjny w Katowicach
- Sąd Apelacyjny w Gdańsku
- Sąd Apelacyjny w Szczecinie
- Sąd Apelacyjny w Poznaniu
- Sąd Apelacyjny w Warszawie
- Sąd Apelacyjny w Białymstoku
- Sąd Apelacyjny w Lublinie
- Sąd Apelacyjny w Rzeszowie
- Sąd Apelacyjny we Wrocławiu